# Mycoplasma lipofaciens
Mycoplasma lipofaciens è una specie di batterio appartenente alla famiglia delle Mycoplasmataceae.